# Pimachiowin Aki
Pimachiowin Aki (výslovnost [ˌpɪˈmætʃəwɪn ɑːˈkiː]) je oblast v Kanadě na hranici provincií Manitoba a Ontario o rozloze 29 040 km². Zahrnuje severské jehličnaté lesy v povodí řeky Berens River. Původními obyvateli byli odžibvejští indiáni. Nacházejí se zde rezervace Poplar River First Nation, Little Grand Rapids First Nation, Pikangikum First Nation, Pauingassi First Nation a Bloodvein First Nation. Název Pimachiowin Aki znamená v jazyce domorodců „země, která dává život“. Lidé zde žijí podle archeologických nálezů již sedm tisíc let a využívají krajinu šetrným způsobem nazývaným „Ji-ganawendamang Gidakiiminaan“.
Část regionu patří k chráněným územím Atikaki Provincial Wilderness Park a Woodland Caribou Provincial Park. Vyskytuje se zde sob polární, los evropský, rosomák sibiřský, zajíc měnivý, datel červenohlavý, lesňáček kanadský a jeseter jezerní. Vegetaci tajgy tvoří borovice Banksova, smrk sivý, topol balzámový a sedm set dalších druhů cévnatých rostlin. Na území Pimachiowin Aki se nachází přes tři tisíce sladkovodních jezer.
Roku 2002 navrhli původní obyvatelé zařazení oblasti na seznam světového dědictví. Odůvodňovali to unikátním spojením přírodního bohatství s kulturní krajinou a slibovali si od publicity nárůst turistického ruchu. V zájmu zařazení také došlo k jednání se společností Manitoba Hydro o odklonění plánované elektrické přenosové soustavy Bipole III mimo toto území. K zápisu Pimachiowin Aki mezi světové dědictví došlo v roce 2018 na zasedání UNESCO v Manámě.